# Kyselina pyrohroznová
Kyselina pyrohroznová je alfa-ketokyselina, důležitý substrát i produkt buněčného metabolismu. Je metabolitem v dráze glykolýzy (štěpení sacharidů), alkoholového i mléčného kvašení, transaminací přechází na aminokyselinu alanin, je konečným produktem katabolismu uhlíkového řetězce cysteinu, serinu, glycinu, threoninu a hydroxyprolinu. Enzymatickou reakcí je metabolizován na kyselinu oxaloctovou nebo na acetyl-CoA, substráty Krebsova cyklu, který tvoří „palivo“ buňky.
Název pyrohroznová je odvozen od její přípravy zahříváním kyseliny hroznové (tj. racemické kyseliny vinné), kdy tato nejprve dehydratuje (přes enolformu) na kyselinu ketojantarovou a poté dekarboxyluje:
HO2C-CH(OH)-CH(OH)-CO2H → [ HO2C-CH=C(OH)-CO2H ] → HO2C-CH2-CO-CO2H → CH3-CO-CO2H
Konjugovaná zásada kyseliny pyrohroznové se nazývá pyruvát. Pyruvát se účastní procesu buněčného dýchání (vzniká glykolýzou a je odbouráván typicky pomocí pyruvátdehydrogenázy na acetyl-CoA) a je také potřebný při mléčném kvašení (při němž je odbouráván na jiné meziprodukty).[zdroj?]
Redukčním produktem kyseliny pyrohroznové je methylglyoxal, cytotoxický produkt metabolizmu.

## Vznik ve svalech
Ve svalech vzniká pyruvát reakcí typicky glukózy a O2 za katalýzy enzymy, vzniká CO2. Pro svaly je vysoka koncentrace pyruvátu nebezpečná a může způsobit svalovou smrt (nevratné poškození plazmatických membrán, rozsáhlá podráždění, velká bolest), dochází k okamžité enzymatické degradaci na kyselinu L-laktát a vodu.